# 数百瓦级放射性同位素热能发电机
数百瓦级放射性同位素热能发电机(Multihundred-Watt radioisotope thermoelectric generators )英文简称为“MHW RTG”，是美国为旅行者号探测器“旅行者1号”和“旅行者2号”研发的一种放射性同位素热能发电机。
 

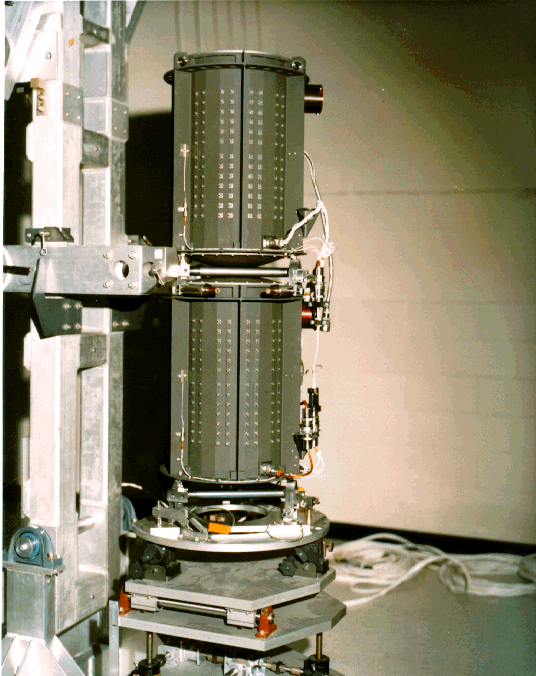
用于旅行者计划的放射性同位素热能发电机

每台放射性同位素热能发电机的总重量为37.7 千克，包含约4.5千克的钚-238，即24颗压制的钚-238氧化物球丸来提供足够的热量。初始运行可产生约157瓦的电力，每87.7年减少一半。
每台发电机产生约2400瓦的热能，312根硅锗 (SiGe)热电偶将钚的衰变热转换为电能，热电偶的初始热接点温度为1273 K(摄氏1000°、华氏1832°)，冷接点温度为573 K(摄氏300°、华氏572°)。。
每艘旅行者号探测器上有3台放射性同位素热能发电机，这些发电机在发射时为每艘旅行者号飞船一共提供了470瓦的电力。
数百瓦级放射性同位素热能发电机被用于林肯实验卫星8号和9号。
随后的美国航天器则使用了通用热源热电机(GPHS-RTG)，这种发电机也采用类似的硅锗热电元件，但所用的燃料包不相同。
多任务放射性同位素热能发电机(MMRTG)是一种更新型的热能发电机，被用于好奇号火星车上。
 

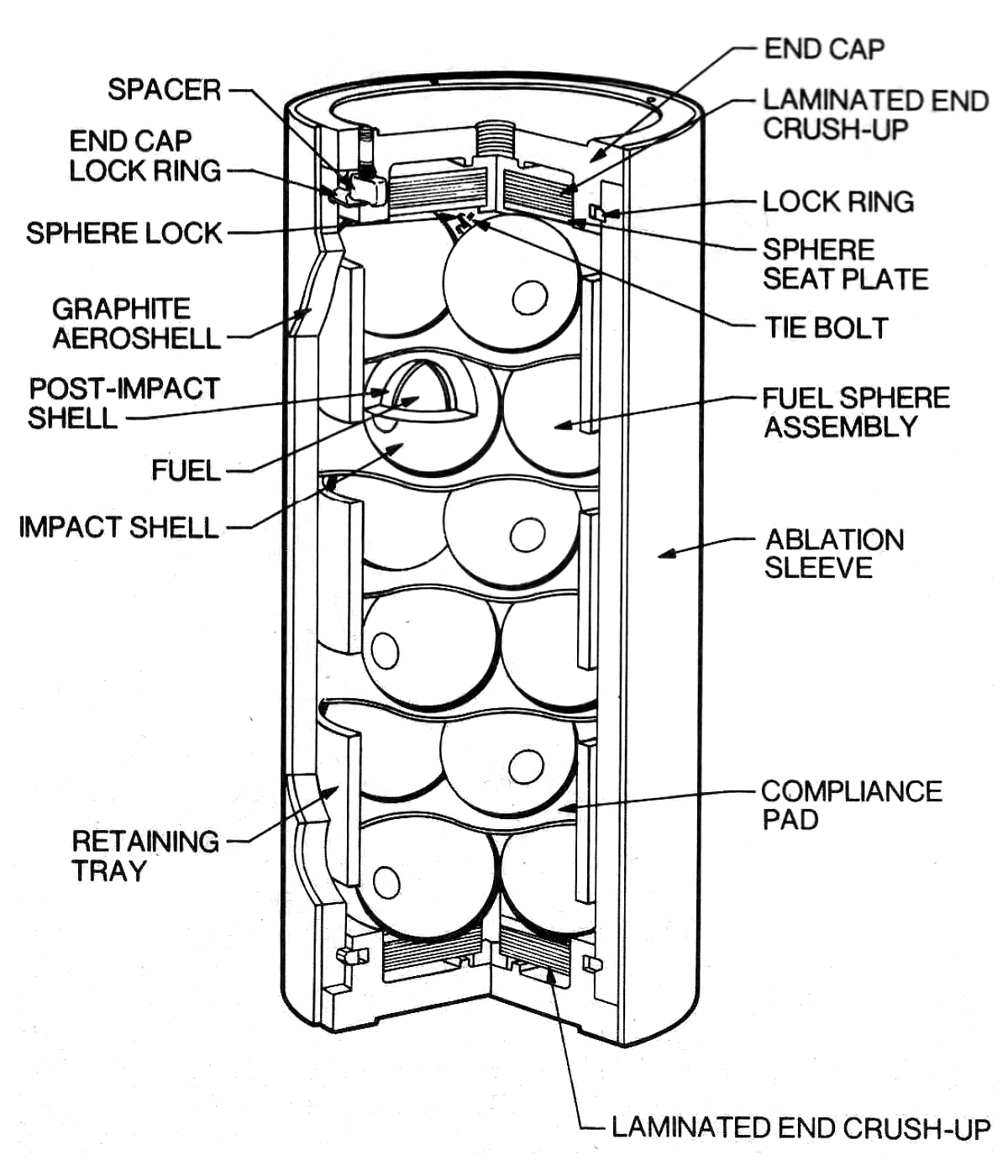
放射性同位素热能发电机热源单元
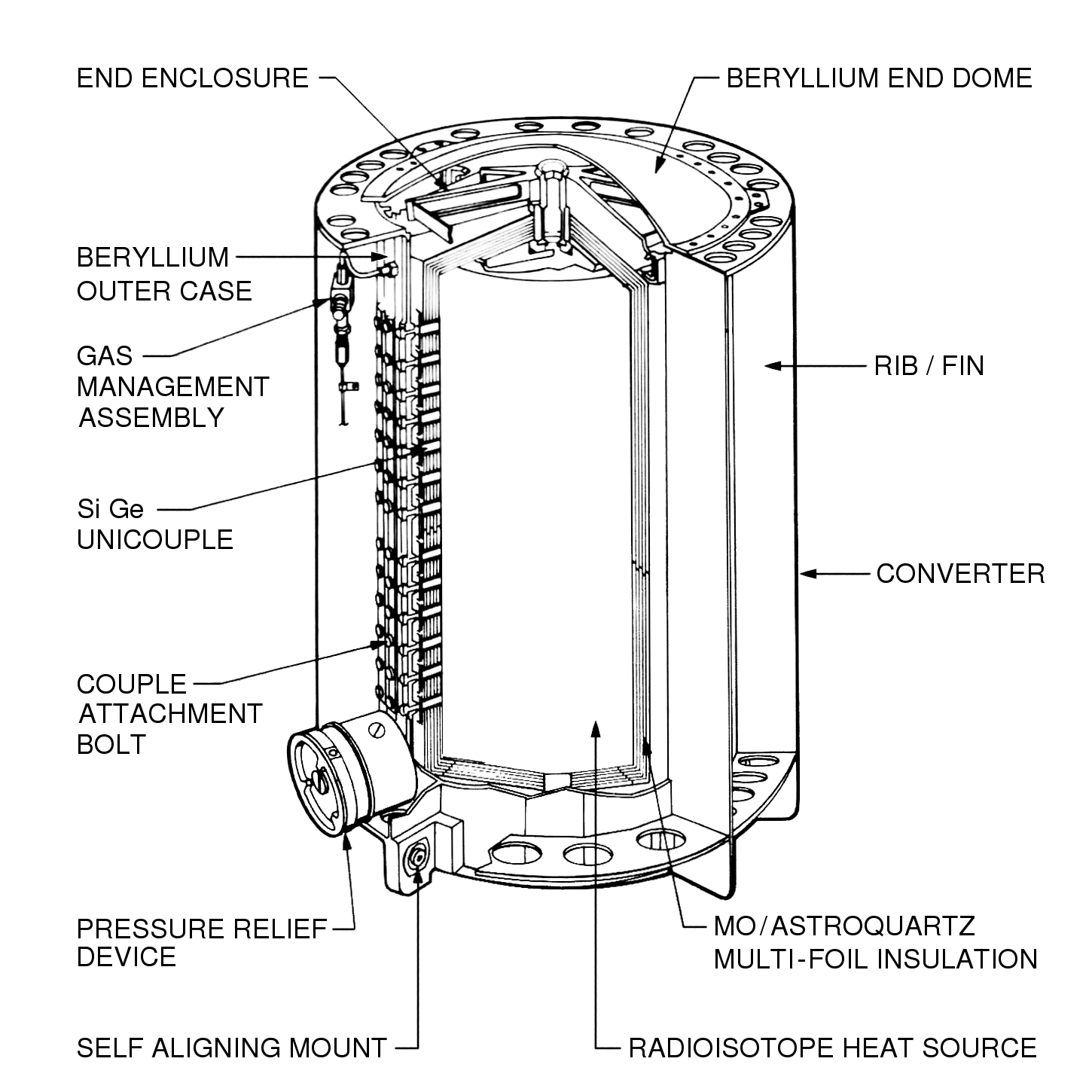
放射性同位素热能发电机示意图一
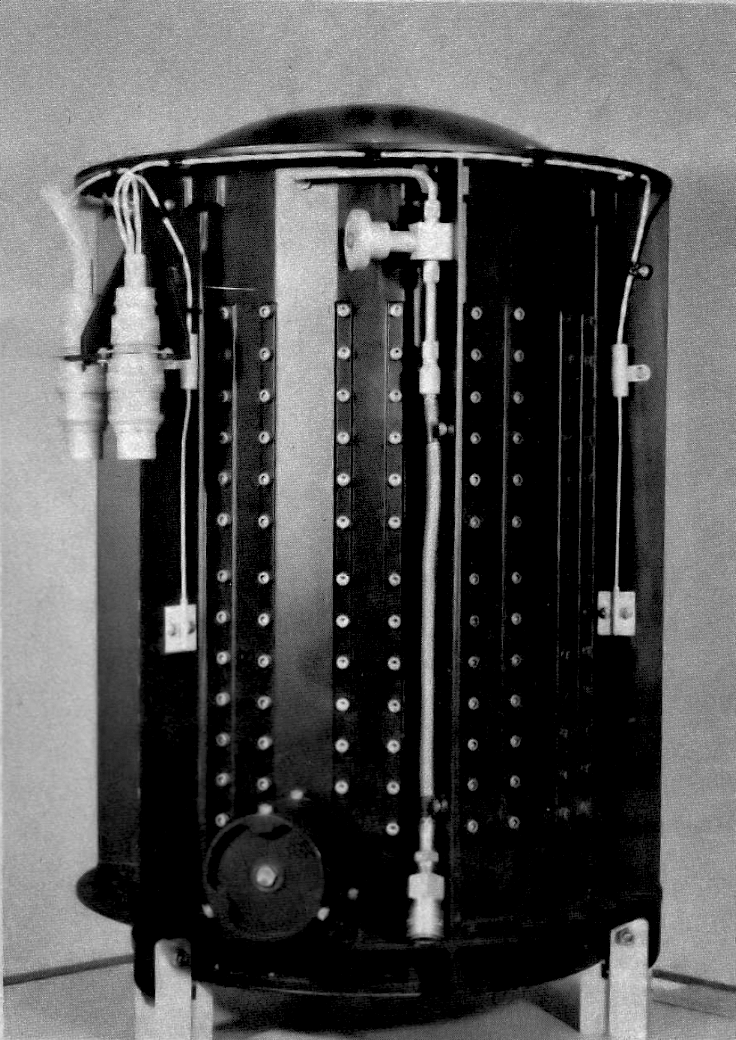
放射性同位素热能发电机装置

## 参评参阅
- 太空核能